# Пляйценгаузен
Пляйценгаузен (нім. Pleizenhausen) — громада в Німеччині, розташована в землі Рейнланд-Пфальц. Входить до складу району Рейн-Гунсрюк. Складова частина об'єднання громад Зіммерн.
Площа — 4,04 км2. Населення становить 299 ос. (станом на 31 грудня 2020).